# Muniu (sockenhuvudort i Kina, Liaoning Sheng, lat 40,66, long 123,23)
Muniu är en sockenhuvudort i Kina. Den ligger i provinsen Liaoning, i den nordöstra delen av landet, omkring 130 kilometer söder om provinshuvudstaden Shenyang. Antalet invånare är 14 526. Befolkningen består av 6 832 kvinnor och 7 694 män. Barn under 15 år utgör 15,0 %, vuxna 15-64 år 73 %, och äldre över 65 år 10,0 %.
Runt Muniu är det ganska tätbefolkat, med 108 invånare per kvadratkilometer. Närmaste större samhälle är Jiewen, 19,2 km väster om Muniu. Omgivningarna runt Muniu är en mosaik av jordbruksmark och naturlig växtlighet.
Genomsnittlig årsnederbörd är 1 131 millimeter. Den regnigaste månaden är juli, med i genomsnitt 319 mm nederbörd, och den torraste är januari, med 9 mm nederbörd.